# Allie Grant
Allie Grant (Tupelo, 14 febbraio 1994) è un'attrice statunitense, nota per il ruolo di Isabelle Hodes nella serie televisiva Weeds.

## Biografia
Dopo essere comparsa nel 2005 in un episodio della serie Raven, all'età di 10 anni entra nel cast della serie televisiva Weeds trasmessa da Showtime, alla quale prende parte dal 2005 al 2009, interpretando il ruolo di Isabelle Hodes, figlia di Celia e Dean Hodes, che la rende celebre. Tra il 2006 e il 2007 impersona Agnes in quattro episodi della serie Zack e Cody al Grand Hotel di Disney Channel.
Del 2009 è il suo esordio cinematografico con il film Fanboys, diretto da Kyle Newman, mentre nel 2010 interpreta un ruolo minore nel biopic The Runaways diretto da Floria Sigismondi, sull'omonimo gruppo musicale glam rock statunitense.
Dal 2011 al 2014 interpreta il personaggio di Lisa Shay, co-protagonista della serie televisiva Suburgatory. Nel 2015 è Sarah, la protagonista del cortometraggio diretto da Alvaro Ron The Red Thunder, ruolo che le vale due premi come miglior attrice, nel 2015 al 30 Dies - Festival de cinema fantàstic e nel 2016 al Lionshead Film Festival.

## Filmografia

### Cinema
- Fanboys, regia di Kyle Newman (2009)
- The Runaways, regia di Floria Sigismondi (2010)
- The Arm, regia di Jessie Ennis, Brie Larson e Sarah Ramos - cortometraggio (2012)
- Struck by Lightning, regia di Brian Dannelly (2012)
- The Red Thunder, regia di Alvaro Ron - cortometraggio 2015

### Televisione
- Raven (That's So Raven) – serie TV, episodio 3x31 (2005)
- Weeds – serie TV, 41 episodi (2005–2009)
- Zack e Cody al Grand Hotel (The Suite Life of Zack & Cody) – serie TV, 4 episodi (2006–2007)
- Good Morning Agrestic - cortometraggio TV (2007)
- Private Practice – serie TV, episodio 4x09 (2010)
- Suburgatory – serie TV, 54 episodi (2011–2014)
- Red Band Society – serie TV, episodio 1x07 (2014)
- Zombie Basement - serie TV, episodio 1x02 (2015)
- Grey's Anatomy – serie TV, episodi 11x21–11x22 (2015)
- The Goldbergs – serie TV, 10 episodi (2015–2018)
- All Night - serie TV, 9 episodi (2018)
- Schooled – serie TV, episodi 1x08–1x10 (2019)

### Videogiochi
- M.U.G.E.N (1999)

## Doppiatrici italiane
Nelle versioni in italiano delle opere in cui ha recitato, Allie Grant è stata doppiata da:
- Emanuela Ionica in Weeds, The Goldbergs
- Rossa Caputo in Private Practice, Grey's Anatomy
- Silvia Barone in Fanboys
- Eva Padoan in Suburgatory

## Riconoscimenti
- 30 Dies. Festival de cinema fantàstic
  - 2015 – Miglior attrice per The Red Thunder
- Lionshead Film Festival
  - 2016 – Miglior attrice per The Red Thunder
- Screen Actors Guild Award
  - 2007 – Candidatura come miglior cast in una serie commedia per Weeds (condiviso con altri)
  - 2009 – Candidatura come miglior cast in una serie commedia per Weeds (condiviso con altri)
- Young Artist Award
  - 2007 – Candidatura come miglior performance in una serie televisiva - giovane attore non protagonista per Weeds